# یابلانیتسا (بوسنی و هرزگوین)
یابلانیتسا (بوسنیایی: Jablanica) یک منطقهٔ مسکونی در بوسنی و هرزگوین است که در استان هرزگوین-نرتوا واقع شده‌است. یابلانیتسا ۳۰۱ کیلومتر مربع مساحت و ۱۰٬۱۱۱ نفر جمعیت دارد.

## خواهرخوانده
شهر وایله خواهرخواندهٔ یابلانیتسا هست.

## نگارخانه

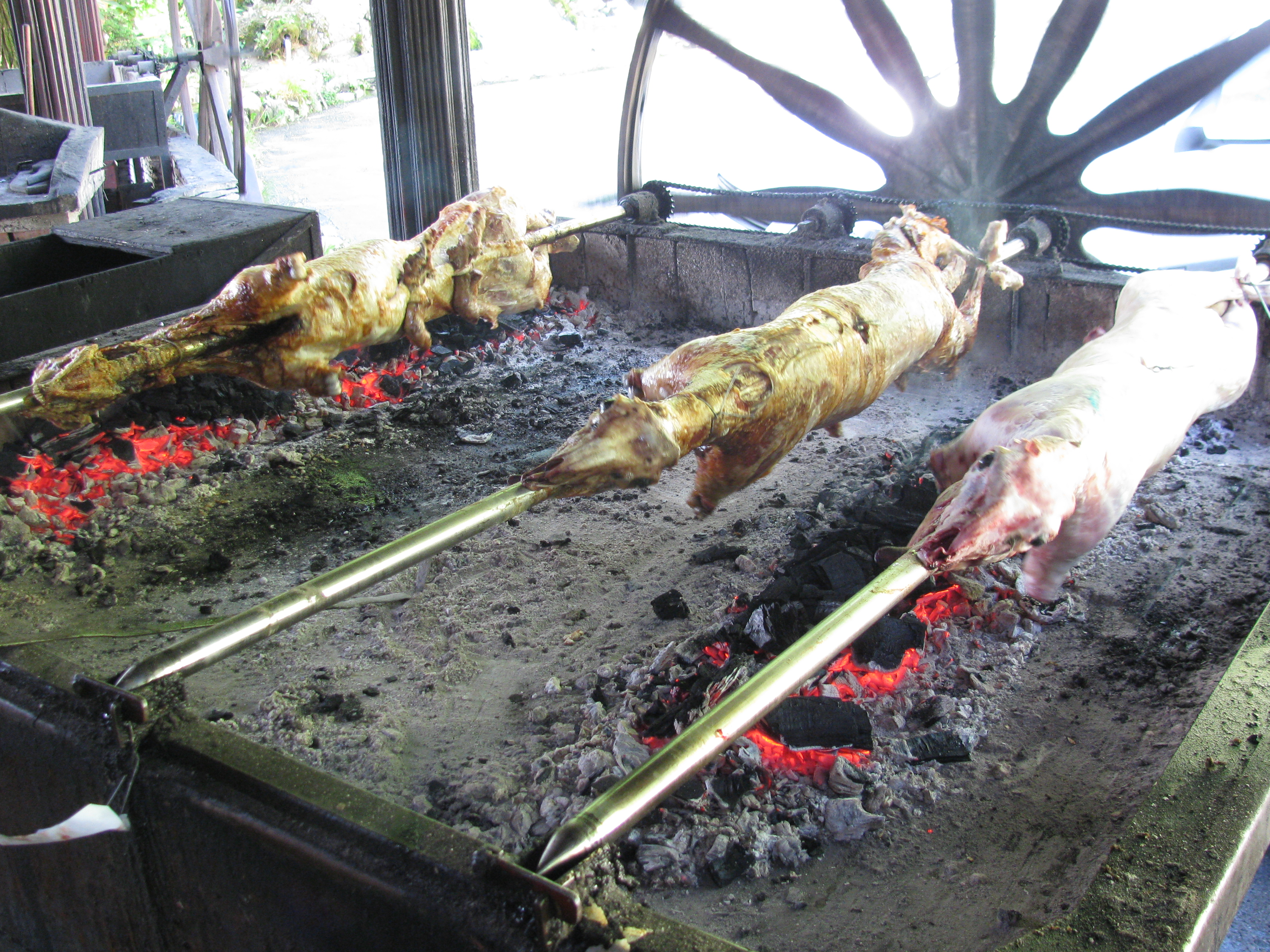
گوسفند na raznju Jablanica
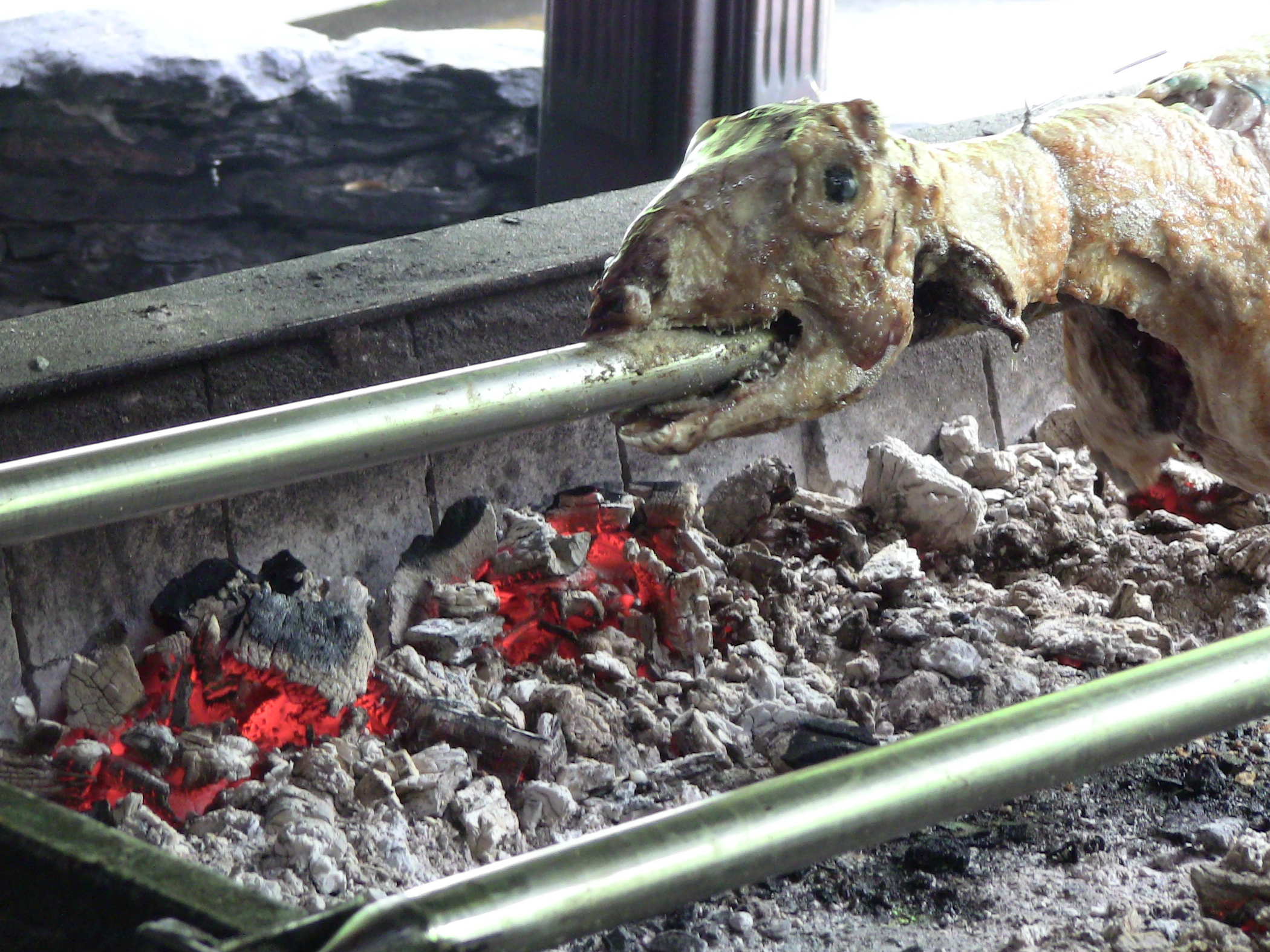
Janjetina na raznju (Jablanica)